# Fontaine-les-Ribouts
Fontaine-les-Ribouts ist eine französische Gemeinde mit 187 Einwohnern (Stand: 1. Januar 2022) im Département Eure-et-Loir in der Region Centre-Val de Loire; sie gehört zum Arrondissement Dreux und zum Kanton Saint-Lubin-des-Joncherets. 

## Geographie
Fontaine-les-Ribouts liegt etwa 25 Kilometer nordnordwestlich von Chartres. Umgeben wird Fontaine-les-Ribouts von den Nachbargemeinden Châtaincourt im Nordwesten und Norden, Saulnières im ordosten und Osten, Saint-Jean-de-Rebervilliers im Süden sowie Saint-Ange-et-Torçay im Westen.

## Bevölkerungsentwicklung
| Jahr                       | 1962 | 1968 | 1975 | 1982 | 1990 | 1999 | 2006 | 2020 |
| Einwohner                  | 168  | 122  | 150  | 142  | 201  | 209  | 235  | 199  |
| Quellen: Cassini und INSEE |      |      |      |      |      |      |      |      |

## Sehenswürdigkeiten
- Kirche Saint-Aignan, seit 1953 Monument historique

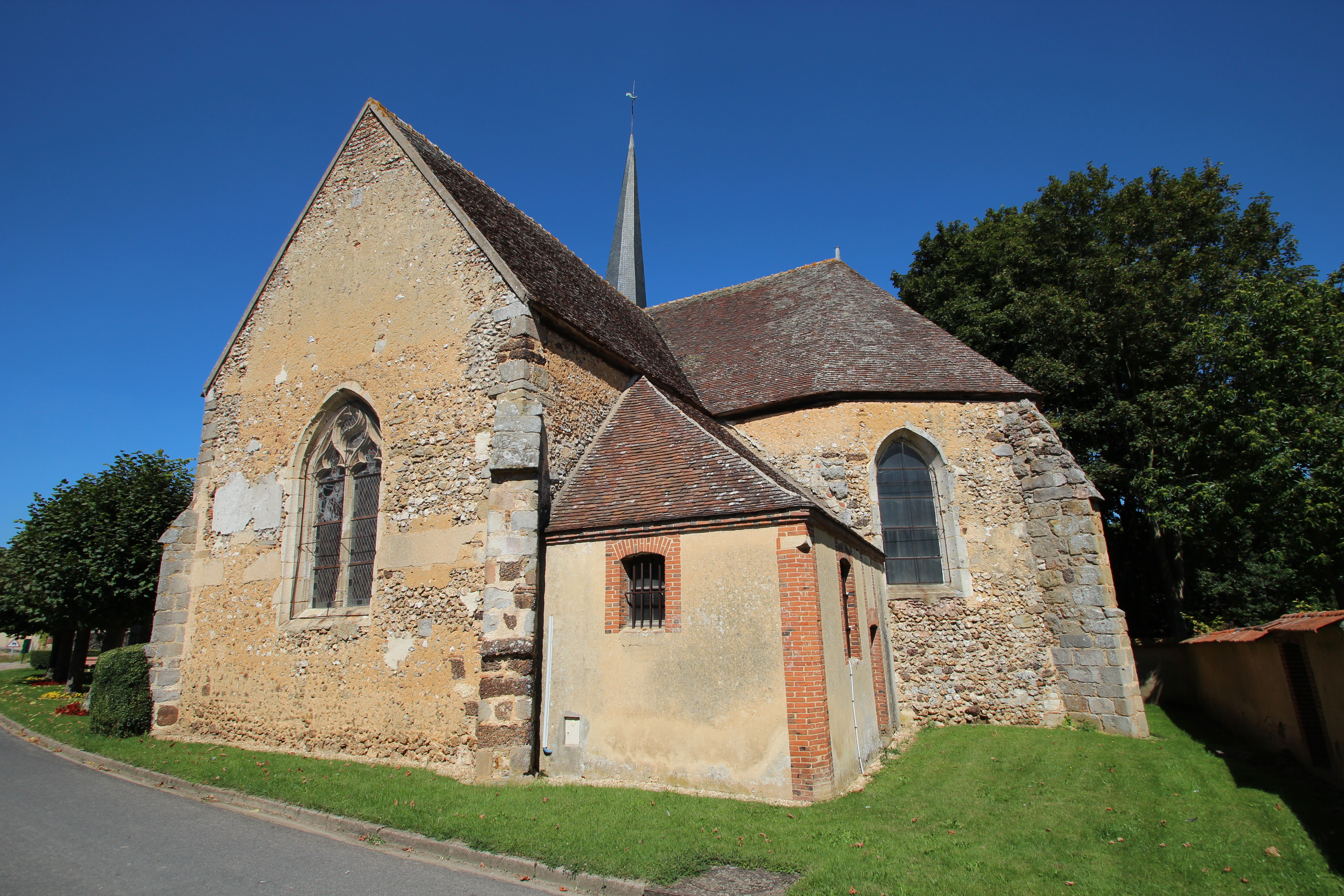
Kirche Saint-Aignan
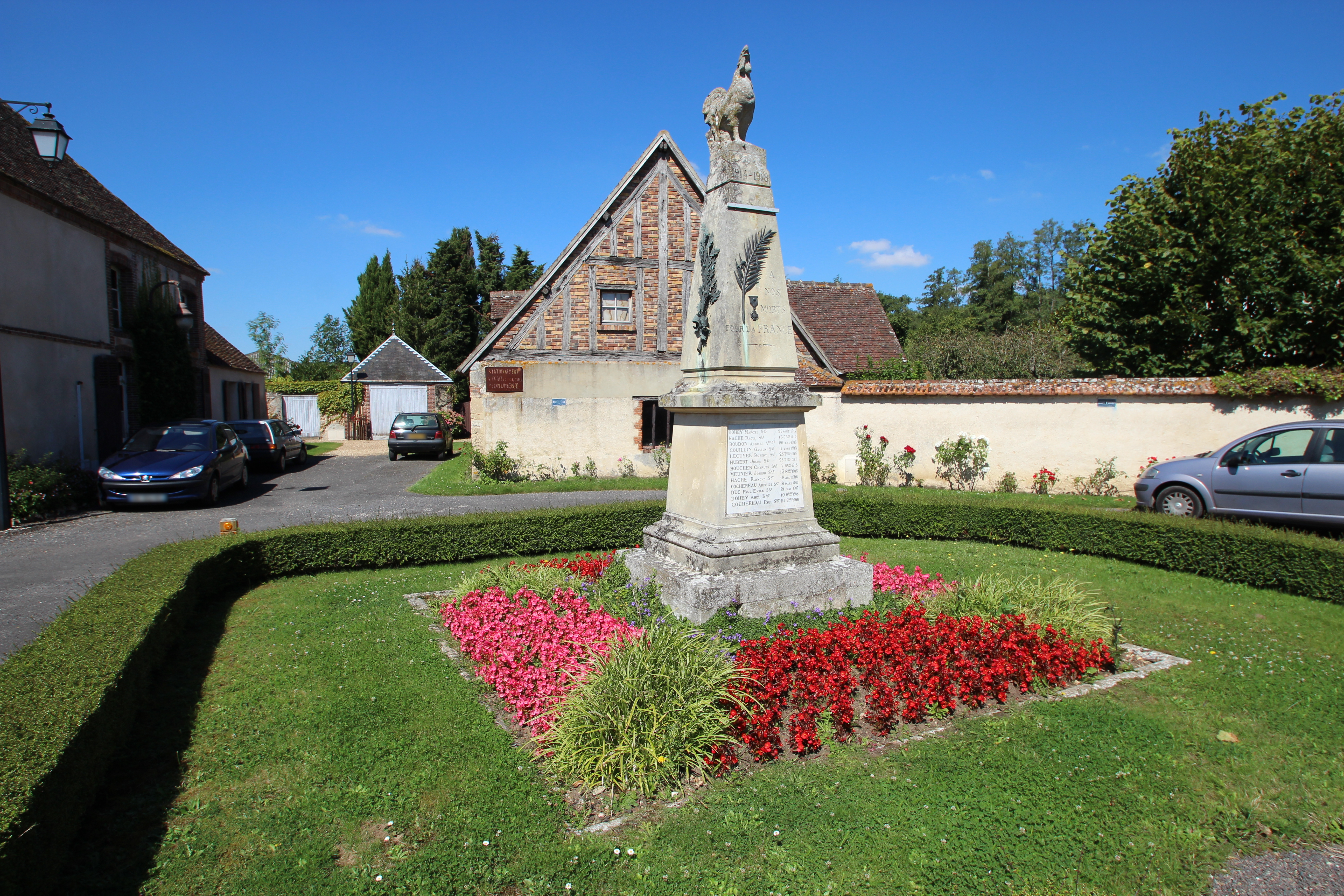
Gefallenendenkmal